# Margot von Gans
Margot von Gans (* 11. Juli 1899 in Boulogne-sur-Mer; † 1986 in Dänemark) war eine deutsche Unternehmerin, Luftfahrtpionierin und Automobilrennfahrerin.

## Leben
Margot von Gans war die erste Tochter des Chemikers und Unternehmers Paul von Gans (1866–1915) und dessen Ehefrau Ellinka von Gans geb. Freiin von Fabrice (1875–1935). Sie hatte einen Bruder Jozsi (1897–1963) und eine Schwester Marie (1905–1988). Sie wuchs im Herrenhaus des Hofguts Schmölz bei Untergrainau (Oberbayern) auf. Als noch nicht 18-Jährige wurde sie am 3. Juni 1917 in Bern mit Werner Freiherr von Bischoffshausen (1894–1970) verheiratet; knapp vier Jahre später wurden diese Ehe am 7. Februar 1921 geschieden, aus ihr ging zuvor der Sohn Claus-Henning Freiherr von Bischoffshausen (* 5. Juni 1919 Schmölz; † 23. April 1942 in Brjansk, Russland) hervor.
Margot von Gans zog nach Rom und hatte engen Kontakt zu Cerubini, dem Leibarzt des Papstes. Auf dessen Anregung hin stattete Nuntius Eugenio Pacelli im Jahr 1921 der Gemeinde Malgersdorf in Niederbayern einen Besuch ab und überbrachte den päpstlichen Segen in das kleine Dorf. Ihm zu Ehren wurde im dortigen Herrenhaus von Margots Mutter und deren zweitem Ehemann Graf zu Pappenheim ein Empfang gegeben. Während des Aufenthalts in Rom lernte Margot von Gans im gleichen Jahr Adolkar Graf von Einsiedel (1889–1963) kennen, den sie am 1. Oktober 1921 in Untergrainau heiratete. Aus dieser Ehe ging die Tochter Ellinka (* 1922) hervor. Diese zweite Ehe wurde am 4. Februar 1925 in München geschieden. Tochter Ellinka Gräfin von Einsiedel war dreimal verheiratet (1. mit Ernst Bierlein, 2. mit Walter Rupprecht und 3. mit Peter Ordway).
Margot von Gans teilte mit ihrem Vater dessen beide Interessengebiete – die Fliegerei und den Automobilsport. Mit Ernst Udet unternahm sie in den 1920er Jahren spektakuläre Flüge. Erfolge als Automobil-Rennfahrerin erzielte sie unter anderem 1926 auf Steyr VI Sport mit dem Sieg in der Kategorie der Sportwagen bis 5 Liter Hubraum beim Rennen Rund um die Solitude in Stuttgart und 1927, als sie das Feldbergrennen am Großen Feldberg im Taunus in derselben Klasse in einem 4500-cm³-Steyr des Rennteams Heusser / von Einsiedel gewann. Auch ihr Bruder Jozsi von Gans steht in den Siegerlisten des Feldbergrennens. Er gewann 1924 die 6-Steuer-PS-Tourenwagenklasse in einem Chiribiri.
Die Targa Florio 1928 fuhr sie auf ihrem Bugatti mit der Nummer 22 und wurde Zwölfte. Danach fuhr sie noch zwei italienische Rennen und eines auf dem Nürburgring.
Im Jahr 1929 heiratete Margot in Großbritannien ein drittes Mal. Mit ihrem Ehemann Lord Carno zog sie nach Südafrika, wo Carno eine optische Fabrik besaß. Margot reiste mit dem Auto in Begleitung von Einheimischen durch Afrika, um Brillen ihrer Fabrik zu verkaufen. Nach dem Tod Carnos lernte Margot 1930 den aus Irland stammenden Goldminenbesitzer McCugh kennen und heiratete ihn. Das Paar wohnte bis zum Tod McCughs am Rukwasee in Kenia. Während des Zweiten Weltkriegs bildete Margot, die einen deutschen Flugschein besaß, britische Soldaten zu Piloten aus und lehrte sie das Fallschirmspringen. Sie wurde während dieser Zeit erneut Witwe. 
In Nairobi traf Margot von Gans dann 1944 den RAF-Colonel Harold Edwin Rydon (1890–1970), den sie am 16. April 1947 in Arusha (Tansania) heiratete, wo er eine Kaffeeplantage und Rubinminen besaß. Zusammen bauten sie in Arusha das Hotel Safari-House auf, das noch heute existiert. Nach Rydons Tod blieb Margot bis 1980 in Afrika, zog später aber nach Dänemark, wo sie 1986 starb.